# Szpilowłoska białokolanowa
Szpilowłoska białokolanowa, ptasznik białokolanowy (Acanthoscurria geniculata) – gatunek pająka z rodziny ptasznikowatych. Na wolności występuje w Brazylii. Gatunek ten opisał w 1841 roku C. L. Koch. 

## Wygląd i rozmiary
| Płeć   | długość ciała | rozstaw odnóży |
| ------ | ------------- | -------------- |
| samica | do ok. 9 cm   | do ok. 22 cm   |
| samiec | do ok. 7 cm   | do ok. 22 cm   |

Ubarwienie tego ptasznika jest czarne, natomiast wszystkie golenie na odnóżach są białe. Między goleniami 1 i 2 licząc od karapaksu występują dwa białe paski wyraźniej widoczne u dużych osobników. Między pozostałymi goleniami paski te są słabo widoczne lub ich brak. Odwłok pokryty czerwonymi włoskami. 
Dymorfizm płciowy
Nie ma różnicy w ubarwieniu samca i samicy. U samca po ostatniej wylince pojawiają się na nogogłaszczkach narządy kopulacyjne, a na pierwszej parze odnóży haczyki.

## Zachowanie
Ptaszniki z tego gatunku bywają agresywne, choć młode zwykle są spokojne. Wyczesuje włoski parzące, drażniące drogi oddechowe, oczy i skórę. Siła jadu jest słaba, ale ukąszenie przez dorosłego pająka może być bardzo bolesne.

## Hodowla
Terrarium
Młodego ptasznika można trzymać w kliszówce i z upływem czasu przenieść do sosjerki o pojemności 250 ml. Ze względu na rozmiary pająka dla osobnika dorosłego nie powinno być mniejsze niż 30x30x20 cm (dł., szer., wys.). Jako podłoże stosuje się około 5–10 cm warstwę torfu kwaśnego lub włókna kokosowe. Należy umieścić również miseczkę (pojemnik) z wodą do picia oraz korzeń lub skorupę orzecha kokosowego na schronienie. Oświetlenie nie jest konieczne.
Temperatura i wilgotność
Temperatura powinna wynosić 20–27 °C, w nocy o 1–2 °C mniej. Wilgotność powinna być w granicach 70-75%. Temperaturę można utrzymywać stosując czerwoną żarówkę jak źródło ciepła, natomiast wilgotność przez regularne (co 2-3 dni) nawilżanie podłoża, jednak fragment terrarium powinien być suchy.
Żywienie
Młode pająki karmi się pinkami, wylęgiem świerszczy. Dorosłe osobniki jedzą świerszcze, larwy drewnojada, mączniki, okazyjnie myszy. Pokarm podaje się 2-4 razy w tygodniu w zależności od wielkości i rozmiarów pająka. Gatunek ten w pierwszym roku życia rośnie powoli, natomiast w drugim bardzo szybko.
Rozmnażanie
Przed kopulacją należy nakarmić pająki, zwłaszcza samicę, aby uniknąć zjedzenia samca przed lub po kopulacji. Po kopulacji samica po około 100-120 dniach buduje kokon, w którym może być ponad 1000 młodych.
Uwagi
Pająki należy hodować pojedynczo, gdyż są kanibalami. Gatunek polecany dla osób, które stawiają pierwsze kroki w terrarystyce. Zalecane jest manipulowanie w terrariach za pomocą pęset, aby uniknąć ukąszenia.